# Christoph König
Christoph König (Dresde, 1968) es un director de orquesta alemán.

## Biografía
Christoph König creció en Dresde ya la edad de nueve años se convirtió en miembro del Dresdner Kreuzchor; en 1986 aprobó su Abitur. De 1988 a 1993 estudió dirección orquestal en la Hochschüle Carl Maria von Weber Dresde de su ciudad natal. Obtuvo su primera experiencia en 1993 como solista repetidor en la Ópera Estatal de Sajonia, más tarde como Maestro de capilla en los teatros de ópera de Wuppertal y Gelsenkirchen, que se habían fusionado en ese momento. Desde 2001 trabaja como primer director en la Ópera de Bonn con la Orquesta del Beethoven Hall. De 2003 a 2006 fue director titular de la Orquesta Sinfónica de Malmö y de 2008 a 2014 de la Orquestra Sinfónica do Porto Casa da Musica. Las giras de conciertos lo han llevado a Brasil, Viena, Rotterdam, Amberes, Luxemburgo y el Festival de Música de Estrasburgo con la Orquesta Sinfónica de Oporto. Desde 2010 también es director titular de Solistes Européens Luxembourg. Desde 2023 es el director titular y artístico de la Orquesta Sinfónica de RTVE.
Como director invitado, Christoph König ha dirigido, entre otros, la Orquesta Estatal Sajona de Dresde, la Orquesta de París, la Royal Philharmonic Orchestra de Londres, la Orquesta Real del Concertgebouw, la Orquesta Sinfónica Nacional de Dinamarca, la Norwegian Radio Symphony Orchestra Oslo, la BBC Philharmonic, la Scottish Chamber Orchestra y la BBC Scottish Symphony Orchestra, a la que también acompañó en una gira por China en 2008. En el continente americano trabaja con las orquestas de Los Ángeles, Pittsburgh, Toronto, Houston y Baltimore, entre otras.
Como director de ópera ha trabajado en la Ópera de Zúrich, el Teatro Real de Madrid, la Ópera Estatal de Stuttgart y la Ópera Alemana de Berlín.
Christoph König reside en Viena.

## Grabaciones
Las grabaciones de Christoph König incluyen obras de Gösta Nystroem (BIS), Schönberg y Prokófiev (Romeo y Julieta), Saariaho y Sibelius (Symphony n.° 2) con la Orquestra Sinfónica Casa da Música Porto (Ao Vivo), Henryk Melcer con la BBC Scottish Symphony Orquesta (Hyperion), Sinfonías de Beethoven con Malmö SymfoniOrkester (DB Productions) y Beethoven y Sibelius con Solistes Européens, Luxemburgo (SEL Classics). Su grabación con la Orquesta Sinfónica Escocesa de la BBC del Primer Concierto para piano de Brahms apareció en la portada de la revista BBC Music en septiembre de 2009.

## Logros
Su compromiso con la vida musical de Luxemburgo fue reconocido en 2014 con la emisión de un sello postal de Luxemburgo. Christoph König es un ganador del premio de la Fundación Herbert von Karajan.